# Пужа
Пужа — река в России, протекает по Томской области. Устье реки находится в 126 км по левому берегу реки Кёнга. Длина реки составляет 52 км, площадь водосборного бассейна 359 км².

## Данные водного реестра
По данным государственного водного реестра России относится к Верхнеобскому бассейновому округу, водохозяйственный участок реки — Обь от впадения реки Кеть до впадения реки Васюган, речной подбассейн реки — Кеть. Речной бассейн реки — (Верхняя) Обь до впадения Иртыша.
Код объекта в государственном водном реестре — 13010700112115200028782.